# Cunucunuma
Cunucunuma je rijeka u Venezueli. Pritoka je rijeke Orinoco.